# Guus Hupperts
Guus Hupperts [chýs huperc] (* 25. dubna 1992, Heerlen, Nizozemsko) je nizozemský fotbalový záložník či útočník, který v současnosti působí v klubu AZ Alkmaar. Hraje na křídle.

## Klubová kariéra
Profesionální fotbalovou kariéru zahájil v Roda JC Kerkrade. V červenci 2014 přestoupil do AZ Alkmaar.

## Reprezentační kariéra
Guus Hupperts byl členem nizozemských mládežnických výběrů U20 a U21. S Jong Oranje (nizozemská jedenadvacítka) se zúčastnil bojů v 3. kvalifikační skupině o Mistrovství Evropy hráčů do 21 let 2015 v České republice.